# Zyklon
Zyklon var ett norskt black/death metal-band, bildat 1998. Samoth (här Zamoth) från Emperor hade tidigare ett sidoprojekt med namnet Zyklon-B som inte har något med detta band att göra förutom namnlikheten. Från Emperor återfinns också trummisen Trym Torson. Flera av bandets medlemmar har spelat en prominent roll i den norska black metal-scenen under en lång tid. Alla texter till bandets låtar skrevs av den före detta Emperor-trummisen Faust (Bård Eithun).

## Medlemmar
Senaste medlemmar
- Zamoth (Tomas Haugen) – gitarr (tidigare i Emperor) (1998–2010)
- Destructhor (Thor Anders Myhren) – sologitarr (även i Myrkskog) (1998–2010)
- Trym Torson (Kai Johnny Solheim) – trummor (även med i Emperor och Tartaros) (1998–2010)
- Sechtdamon (Tony Ingebrigtsen) – basgitarr, sång (även i Myrkskog) (2001–2010)

Tidigare medlemmar
- Daemon (Vidar Jensen) – sång (även i Limbonic Art) (1998–2001)

Livemedlem
- Cosmocrator (André Søgnen) – basgitarr (2001)

## Diskografi
Studioalbum
- World ov Worms (2001)
- Aeon (2003)
- Disintegrate (2006)

Samlingsalbum
- The Storm Manifesto (3xCD box set) (2010)

DVD
- Storm Detonation Live (2006)

Annat
- Zyklon / Red Harvest (delad 7" vinyl) (2003)